# 関乃井酒造
有限会社関乃井酒造（せきのいしゅぞう）は、青森県むつ市の酒造メーカー。下北半島唯一にして、本州最北端の造り酒屋である。
五代目社長が語るところによると「どっしりとした味が特徴」。
製品は下北半島以外にはほとんど出荷されていない。
同社の近くには飲み屋が多く、そこではよく見られる。
全商品が昔ながらの木槽を使った槽しぼりでゆっくり絞ることで作られる。

## 沿革
- 1891年（明治24年） - 関勇造商店として創業[2]。いつごろから酒造業を始めたかははっきりしない[6]。
- 1944年（昭和19年）、国の企業整備令によって二北地域の酒造業者が統合されることになり、関勇造商店のうち酒造部門が二北酒造田名部工場となった[6]
- 1984年（昭和59年）、酒造部門が二北酒造より独立し「関乃井酒造」へ改組[6]。
- 1985年10月、代表取締役社長 関實 就任
- 2013年9月、代表取締役社長 関全彦 就任

## 代表銘柄
普通酒
- 関乃井
  - 上撰　1800ml・720ml
  - 無印　1800ml・720ml
  - 原酒　720ml
  - 生貯蔵酒　300ml
- 海峡浪漫　1800ml・720ml

特定名称酒　　　
- 大吟醸 北勇1800ml・720ml。青森ヒバ化粧箱入り。年一回八百本限定[7]
- 北勇 至誠（吟醸五年古酒[7]）720ml
- 北勇 至心（吟醸酒[7]）720ml
- 北勇 至情（純米吟醸酒[7]）720ml
- 北勇 至純（純米酒[7]）720ml
- 北勇 至華（大吟醸）青森県産酵母・華想い　使用　720ml
- 寒立馬（純米吟醸酒）1800ml
- おしまこ美人（純米酒）1800ml
- 純米酒 純 1800ml・720ml

地域限定
- 大間うみなり（大間地区）1800ml・720ml
- 菜の花紀行（むつ横浜）1800ml・720ml
- のまさまい（大畑地区）300ml

東通村限定
- 能舞の郷 1800ml・720ml
- 祈水（純米・吟醸）1800ml・720ml。辛口。水は東通村野牛集落で湧くジュラ紀の地層から湧く通称「ジュラ紀湧水」を使用。米は「駒の舞」。オール地元産[3]。

期間・本数限定
- 3月　生貯蔵酒　まさかり　下北小売酒販青年会推奨
- 4月　丸井　大吟醸　関乃井　斗瓶取り　しずく酒
- 4月　北勇　ゆき酒にごり酒

### 夏泊半島「北限のツバキ」から抽出した酵母
2019年より特別純米吟醸酒「ら・ら・ら」を売り出し、2020年には発泡酒バージョンも発売した

本作は、五代目社長の娘のヨシカさんが八戸工業高等専門学校在学時に発酵について学んだ折、「地物にこだわった酒を造ってみたい」との思いを、同校准教授山本歩がサポート、青森県産業技術センターの支援を受けて製品化。
酵母に夏泊半島に自生する北限のツバキから採取した「椿山酵母」を使用。
米は東通村産「吟烏帽子」。東通村は吟烏帽子の作付北限であり、ゆえに本州における酒造好適米の北限でもある。三つの北限にこだわった製品となった。

## 参考資料
1. 1 2 3 4 5  
『グラフ青森』第428号、グラフ青森、2020年秋号、56-57頁。
2. 1 2  “『青森県観光ガイドブック　あおもり紀行』2020年冬春号,p.14”. 2021年4月20日閲覧。
3. 1 2 3 4  
「美酒の蔵」『グラフ青森』第408号、グラフ青森、2017年5・6月号、38-39頁。
4. ↑  “東北酒蔵街道80番関乃井酒造”.   東北・夢の桜街道推進協議会. 2021年5月5日閲覧。
5. ↑  “あおいもりの地酒”.   青森県酒造組合. 2021年5月5日閲覧。
6. 1 2 3 4  
 「あおもり老舗ものがたり」. 東奥日報社. pp. 244-245. ISBN 978-4-88561-246-6
7. 1 2 3 4 5 6  『青森の地酒』、今泉良郎著、白神書院、平成16年7月1日刊、p.56-59
8. ↑  
“「八戸高専　椿山酵母」について”. 2021年5月5日閲覧。
9. 1 2  “夏泊「北限のツバキ」から酵母抽出、日本酒「ら・ら・ら」発売”. 東奥日報:  p. 21. (2019年3月17日)
10. 1 2  
“三つの「最北」が織り成す親子で紡いだ清酒”.   産官学連携ジャーナル2019年9月号. 2021年5月5日閲覧。